# Melioidosis
La melioidosis es una infección de humanos y animales producida por la bacteria Burkholderia pseudomallei (antes clasificada como Pseudomonas pseudomallei), microorganismo que se encuentra ampliamente distribuido en los campos sembrados de arroz y en aguas estancadas en los trópicos. La forma aguda de la enfermedad suele afectar a los pulmones, aunque a veces se observa en otros órganos. 

## Epidemiología
La melioidosis se presenta principalmente en países del sudeste asiático y el norte de Australia, donde es  endémica, aunque esporádicamente se reportan casos en todo el mundo en pacientes que han residido en estas áreas.

## Etiología
Los seres humanos se infectan habitualmente por la inoculación traumática de la Burkholderia o, rara vez, por inhalación o ingestión.

## Cuadro clínico
Las manifestaciones clínicas de la melioidosis son extraordinariamente variables, desde abscesos benignos y localizados, hasta una  neumonía o una septicemia fatal. Recidivas, recrudecimientos o reinfecciones pueden ocurrir en pacientes inmunocomprometidos o bajo tratamiento antibiótico inadecuado.
En muchas ocasiones (y en áreas endémicas) se descubre en un paciente asintomático al que se le realiza una radiografía de tórax por otro motivo. Otras veces su forma de presentación varía desde una bronquitis leve hasta una neumonía necrotizante, que radiológicamente se manifiesta como una consolidación del lóbulo superior o como cavidades de paredes finas. La afectación pulmonar puede ser el foco de diseminación hematógena que determine una forma septicémica aguda de la melioidosis.[cita requerida]